# Fontaine couverte d'Anduze
La fontaine couverte d'Anduze est une fontaine située sur la commune française d'Anduze, dans le département du Gard. La fontaine est classée monument historique par arrêté du 21 février 1914.